# Dipleurinodes
Dipleurinodes é um gênero de mariposa pertencente à família Crambidae.